# Twinkie

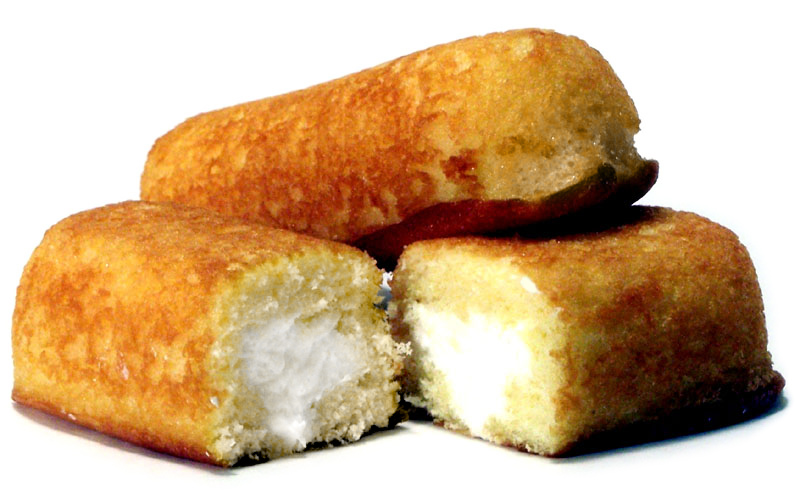
Twinkies

Twinkies zijn kleine koeken met crèmevulling die aanvankelijk door de Amerikaanse fabrikant Hostess Brands geproduceerd en vermarkt worden. Thans wordt dit product vervaardigd door Saputo Incorporated's Vachon Inc in Canada.

## Geschiedenis
Twinkies werden uitgevonden in de jaren 1930 in Schiller Park (Cook County, Illinois) door James A. Dewar, een bakker werkzaam bij Continental Bakeries (later Hostess). Toen Dewar opmerkte dat vele machines die aardbeikoeken met crèmevulling maakten stilstonden buiten het aardbeiseizoen, ontwikkelde hij een snack met bananenvulling die hij Twinkie noemde. Tijdens de Tweede Wereldoorlog waren bananen schaars, waardoor de bakkerij de vulling verving door vanillecrème. Deze receptwijziging bleek zo succesvol dat men vanillecrème bleef gebruiken na het einde van het bananentekort.
Nadat begin 2012 reeds voor de tweede maal insolventie gemeld werd, maakte Hostess Brands op 16 november 2012 bekend dat de firma gesloten werd en de ongeveer 18.500 medewerkers hun baan verloren. Volgens de fabrikant was een veranderde smaak onder consumenten, hogere grondstofkosten en ten slotte een landelijke staking de oorzaak van de sluiting. Door de bedrijfsbeëindiging werden er geen Twinkies meer vervaardigd in de Verenigde Staten. Niettemin werd de productie overgenomen door het in Montreal gevestigde Saputo Incorporated's Vachon Inc., dat de productierechten voor Canada bezit. In de zomer van 2013 waren Twinkies weer beschikbaar voor de Amerikaanse consument.

## Trivia
In het juridische taalgebruik is het begrip Twinkie Defense ontstaan. Dit gebeurde in 1979 tijdens het proces tegen Dan White, die werd aangeklaagd voor moord op stadsbestuurder Harvey Milk en burgemeester George Moscone in San Francisco. Satiricus Paul Krassner muntte deze term toen White ter verdediging opriep dat hij ontoerekenbaar was als gevolg van het nuttigen van de suikerhoudende Twinkies.
Een wijdverbreid Amerikaanse broodjeaapverhaal luidt dat Twinkies geen houdbaarheidsdatum hebben en dus tot in lengte van dagen geschikt zijn voor consumptie. Dit verhaal is onwaar. Twinkies waren voorheen hoogstens 26 dagen houdbaar. In 2012 werden krachtiger conserveermiddelen aan de receptuur toegevoegd, waardoor de houdbaarheid werd verlengd tot 45 dagen.